# Grbavi pesni mrhar
Grbavi pesni mrhar (znanstveno ime Aclypea opaca) je holarktična vrsta hrošča iz družine mrharjev, ki je razširjena po Evropi, severni Aziji (razen Kitajske) in Severni Ameriki.

## Opis
V dolžino merijo med 9 in 12 mm, ličinke pa med 11 in 13 mm. Prezimijo hrošči, ki se spomladi hranijo s pleveli in žitom, pa tudi s peso, kjer so občasni škodljivec. Telo hroščev je črne barve, a je posraščeno s svetlorjavimi dlačicami, ki so na glavi daljše in dajejo hrošču rjav videz. Jajčeca so okrogla, rumenkasto bela in imajo premer od 1 do 2 mm, samice pa jih odlagajo v zemljo v globini med 7 in 8 cm. Samica običajno odloži okoli 120 jajčec. Po 5 do 9 dnevih se iz jajčec izleže ličinka, ko po 11 do 21 dneh preide skozi tri faze.